# Arctosa ayaymama
Espèce
Arctosa ayaymama est une espèce d'araignées aranéomorphes de la famille des Lycosidae.

## Distribution
Cette espèce se rencontre au Pérou dans la région de San Martín et en Colombie dans le département de Caquetá,.

## Description
La femelle holotype mesure 5,90 mm, les femelles mesurent de 5,67 à 7,92 mm.

## Systématique et taxinomie
Cette espèce a été décrite par Paredes-Munguía, Brescovit et Teixeira en 2024.

## Publication originale
- Paredes-Munguía, Brescovit & Teixeira, 2024 : « Revision of Neotropical wolf spider genus Arctosa C.L. Koch, 1847 (Araneae: Lycosidae), with description of seven new species. » Zootaxa, no 5414(1), p. 1-83.